# Centrul ExCeL

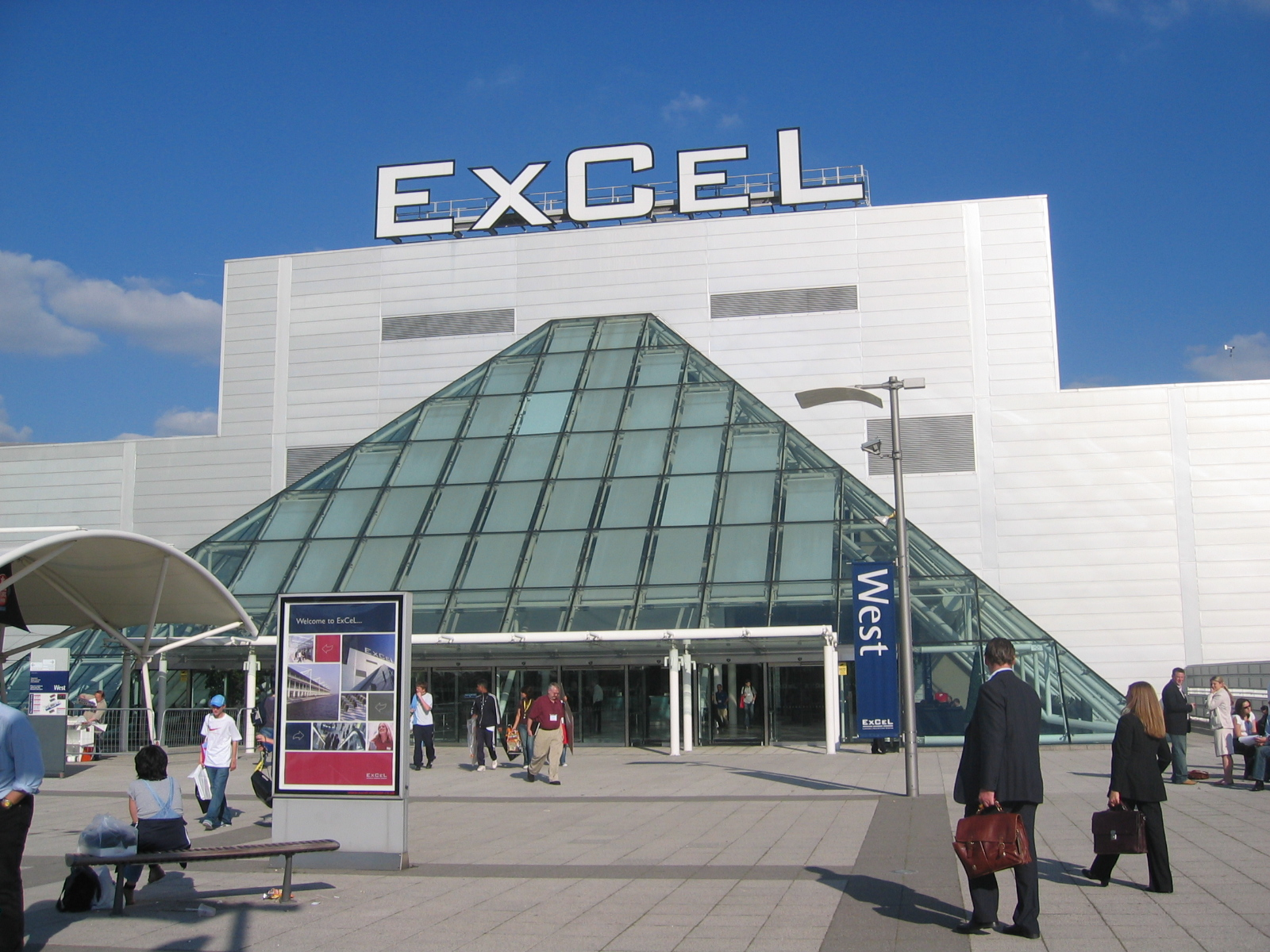
Centrul de Expoziţii ExCeL

Centrul ExCeL (Expoziții - Centrul din Londra) este un centru de târguri și exploziții din burgul londonez Newham, Anglia. Clădirea a fost pusă la dispoziția publicului în luna noiembrie 2006. Acesta se află în apropierea regiunii Royal Docks.
Centrul ExCeL are o suprafață de 400.000 m² și este situat pe cheiul de nord al docurilor Royal Victoria. Deși aceste docuri au fost închise transportului maritim comercial în anul 1981, acestea pot fi vizitate cu barca. Acest aspect este util, mai ales în timpul expoziției Boat Show, cel mai mare spectacol cu bărci din Marea Britanie. Sala de expoziție este împărțită în două sectoare principale, fiecare având câte 32.500 m². Acestea, pot fi la rândul lor împărțite în secțiuni mai mici. La Centrul ExCeL se poate ajunge folosind linia de tren Royal Docklands (la stația Custom House). Clădirea se află însă la o jumătate de milă (aproximativ 0,8 kilometri) de Aeroportul din Londra.
Pentru Jocurile Olimpice de vară din 2012 și Jocurile Paralimpice de vară din 2012, Centrul ExCeL a fost împărțit în patru săli de sport, cu o capacitate cuprinsă între 6.000 și 10.000 de spectatori. Aici au avut loc competiții olimpice de box, judo, taekwondo, tenis de masă, scrimă, haltere și lupte, și competiții paralimpice de scrimă în scaun cu rotile, tenis de masă, powerlifting, volei stând și bocce.

## Legături extern
- Site oficial
- Centrul ExCeL pe site-ul JO 2012 Arhivat în 6 septembrie 2012, la Archive.is